# Laurel (Delaware)
Laurel es un pueblo ubicado en el condado de Sussex en el estado estadounidense de Delaware. En el año 2000 tenía una población de 3,668 habitantes y una densidad poblacional de 855 personas por km².

## Geografía
Laurel se encuentra ubicado en las coordenadas 38°33′26″N 75°34′22″O / 38.55722, -75.57278.

## Demografía
Según la Oficina del Censo en 2000 los ingresos medios por hogar en la localidad eran de $28,321, y los ingresos medios por familia eran $30,329. Los hombres tenían unos ingresos medios de $28,006 frente a los $18,550 para las mujeres. La renta per cápita para la localidad era de $13,594. Alrededor del 21.2% de la población estaban por debajo del umbral de pobreza.

## Localidades adyacentes
Diagrama de las localidades a un radio de 16 km a la redonda de Laurel.